# Szlarnik wulkaniczny
Szlarnik wulkaniczny (Zosterops mbuluensis) – gatunek małego ptaka z rodziny szlarników (Zosteropidae). Zamieszkuje Afrykę Wschodnią. Według IUCN jest to gatunek najmniejszej troski.

## Systematyka
Takson ten po raz pierwszy zgodnie z zasadami nazewnictwa binominalnego opisali angielscy przyrodnicy William Lutley Sclater i Reginald Ernest Moreau w 1935 roku na łamach „Bulletin of the British Ornithologists’ Club”. Autorzy nadali gatunkowi nazwę Zosterops virens mbuluensis, uznając go za podgatunek szlarnika przylądkowego (Zosterops virens).
Jest to jeden z gatunków Zosterops, których taksonomia uległa zmianie w ostatnich latach. Do niedawna uznawany był za podgatunek szlarnika białookiego (Zosterops poliogastrus), szlarnika ciemnobrzuchego (Zosterops silvanus) lub szlarnika żółtolicego (Zosterops kikuyuensis). Obecnie większość autorów uznaje go za odrębny, monotypowy gatunek.

### Etymologia
- Zosterops (Fosterops): gr. ζωστηρ zōstēr, ζωστηρος zōstēros „pas”; ωψ ōps, ωπος ōpos „oko”[10].
- mbuluensis: od dystryktu Mbulu, w regionie Manyara w Tanzanii[11].

## Morfologia
Mały ptak o szpiczastym, zakrzywionym, stosunkowo długim, czarnym dziobie. Nogi i stopy od koloru łupkowego do jasnoszarego. Tęczówki brązowe lub orzechowe. Nie występuje dymorfizm płciowy. Wokół oczu charakterystyczne białe obrączki oczne, które od strony dzioba są przerwane czarną plamką. Od dzioba do oczu czarne zabarwienie, tuż nad dziobem jaśniejsze żółte przebarwienie. Górna część głowy i jej boki zielonożółte, podgardle, gardło i dolna część szyi złotożółte. Grzbiet i górne części ciała zielonkawe. Brzuch i boki żółte, podobnie jak pokrywy podogonowe. Ogon ciemnobrązowy z wąskimi zielonymi krawędziami. Spód skrzydeł i wewnętrzne brzegi lotek białawe z żółtym odcieniem. Skrzydła czarniawo-brązowe z żółtawozielonymi krawędziami. Młode osobniki przypominają dorosłe. Długość ciała 11–12 cm.

## Zasięg występowania
Szlarnik wulkaniczny występuje w południowej Kenii (góry Ol Doinyo Orok i Chyulu Hills) i północnej Tanzanii (od góry Hanang, Mbulu Highlands i Crater Highlands poprzez Longido na wschód do Pare Mountains). Zasięg występowania (EOO, Extent of Occurrence) według szacunków organizacji BirdLife International obejmuje około 50,5 tys. km².

## Ekologia
Jego głównym habitatem są lasy górskie i ich obrzeża na wysokościach od 1380 do 3400 m n.p.m. Jest gatunkiem osiadłym. Długość pokolenia jest określana na 3,5 roku.
Dieta tego gatunku nie jest zbadana, ale prawdopodobnie jest podobna do diety szlarnika żółtolicego (Z. kikuyuensis), tj. składa się z drobnych jagód, fig i mszyc (Aphidoidea).

### Rozmnażanie
Brak informacji.

## Status zagrożenia
W Czerwonej księdze gatunków zagrożonych Międzynarodowej Unii Ochrony Przyrody gatunek ten został zaliczony do kategorii LC (ang. Least Concern – gatunek najmniejszej troski). Liczebność populacji nie została oszacowana, ale gatunek opisywany jest jako lokalnie pospolity lub bardzo liczny. BirdLife International ocenia trend liczebności populacji jako trudny do określenia z powodu niepewności co do wpływu zmian habitatu na ten gatunek.